# Criss Angel Mindfreak
Criss Angel Mindfreak es un show distribuido por A&E. Debutó en 2005, y se centra en inusuales trucos de magia hechos a plena luz del día y en público o transeúntes por el ilusionista Criss Angel. En respuesta a la forma en que hace sus trucos, sólo ha declarado no tener poderes paranormales en otros términos poderes y trucos malos
. Mindfreak tiene seis temporadas que se encuentra actualmente en preproducción en Las Vegas

## Lanzamientos
- Criss Angel: Mindfreak Halloween
- Criss Angel: Mindfreak Soundtrack/Bonus CD
- Criss Angel: Mindfreak Primera Temporada Completa
- Criss Angel: Mindfreak Segunda Temporada Completa
- Criss Angel: Mindfreak Tercera Temporada Completa
- Criss Angel: Mindfreak Cuarta Temporada Completa
- Criss Angel: Mindfreak Especial DVD, Vol. 1 & 2
- Criss Angel: Mindfreak Las Mejores Temporadas 1 & 2
- Criss Angel: Mindfreak Las Más Peligrosas Escapadas - En DVD este verano - 28 de julio de 2009
- Criss Angel: Especial de halloween el fantasma